# Among Relatives
Among Relatives er et dansk rockband etableret i 2008. De indspillede deres debutalbum,, This Room i Silence-studiet i det nordlige Sverige, der udkom i 2010. Det modtog fire ud af seks stjerner i musikmagasinet GAFFA.
Det mest kendte nummer er "Lines".
Among Relatives spiller rock inspireret af 70'erne, og bandet har bl.a. spillet på Start! festival. 

## Diskografi
- This Room (2010)